# (27085) 1998 UA1
1998 يو أي 1 (ويعرف أيضًا باسم (27085) 1998 يو أي 1 وفق تسمية الكوكب الصغير) (بالإنجليزية: 1998 UA1)‏ هو كويكب ضمن حزام الكويكبات؛ وترتيبه 27085 من حيث الاكتشاف.
اكتُشف هذا الجُرم الفلكي بواسطة توم ستافورد في 19 أكتوبر 1998.

## وصلات خارجية
- (27085) 1998 UA1 في قاعدة بيانات مختبر الدفع النفاث لأجرام النظام الشمسي الصغيرة

- الاكتشاف · مخطط المدار ·  العناصر المدارية · المعلمات المادية

- (27085) 1998 UA1 على موقع ويكي سكاي: DSS2, SDSS, GALEX, IRAS, Hydrogen α, X-Ray, Astrophoto, Sky Map, Articles and images